# Кемсерстхи
Кемсрестхи (тайск. เกมเศรษฐี Kemṣ̄res̄ʹṭ̄hī), или Игра «Миллионер» — тайская телеигра, основанная на оригинальном формате игры Who Wants to Be a Millionaire?. Основная цель игры — выиграть 1 миллион тайских бат, ответив верно на 12 вопросов (ранее — 16). Существовало три подсказки, кардинально отличающиеся от подсказок в оригинальной версии — Двойной ответ (игрок может дать два ответа на вопрос), Помощь зрителей зала (помощь двух зрителей зала, которые уверены, что знают ответ на вопрос) и Замена вопроса. Ранее были подсказки 50:50, Помощь зала и Замена вопроса.

## Время трансляции
| Канал    | День недели              | Время выхода в эфир | Период трансляции              |
| -------- | ------------------------ | ------------------- | ------------------------------ |
| ThaiTV 3 | суббота, воскресенье     | 19:15 — 20:00       | 4 марта 2000 — 28 марта 2004   |
| iTV      | понедельник, воскресенье | 20:10 — 20:40       | 1 апреля 2004 — 14 января 2008 |

## Формат игры
У тайской версии игры есть много существенных отличий от оригинальной версии:
- Плашки для вопросов и ответов округлые, не ромбические.
- Варианты ответов обозначены не буквами «A», «B», «C», «D», а цифрами.
- Музыка тайской версии полностью отличается от музыки других версий игры.
- Только 6 участников принимало участие в отборочном туре.
- Кресло игрока было похоже на трон.

## Призы
| Вопрос | Старая версия игры, версия 1 | Старая версия игры, версия 2 | Старая версия игры, версия 3 | Новая версия игры |
| ------ | ---------------------------- | ---------------------------- | ---------------------------- | ----------------- |
| 16     | 1 000 000                    | 1 000 000                    | 1 000 000                    |                   |
| 15     | 500 000                      | 500 000                      | 500 000                      |                   |
| 14     | 400 000                      | 400 000                      | 400 000                      |                   |
| 13     | 300 000                      | 300 000                      | 300 000                      |                   |
| 12     | 200 000                      | 200 000                      | 200 000                      | 1 000 000         |
| 11     | 100 000                      | 100 000                      | 100 000                      | 500 000           |
| 10     | 50 000                       | 50 000                       | 50 000                       | 250 000           |
| 9      | 40 000                       | 40 000                       | 45 000                       | 100 000           |
| 8      | 30 000                       | 30 000                       | 40 000                       | 50 000            |
| 7      | 20 000                       | 20 000                       | 35 000                       | 45 000            |
| 6      | 10 000                       | 10 000                       | 30 000                       | 40 000            |
| 5      | 5 000                        | 9 000                        | 25 000                       | 35 000            |
| 4      | 4 000                        | 8 000                        | 20 000                       | 30 000            |
| 3      | 3 000                        | 7 000                        | 15 000                       | 25 000            |
| 2      | 2 000                        | 6 000                        | 10 000                       | 20 000            |
| 1      | 1 000                        | 5 000                        | 5 000                        | 15 000            |

Жирным шрифтом отмечены несгораемые суммы.
Начиная с третьей версии, если участник отвечает неверно, его текущий выигрыш уменьшается вдвое и он покидает игру.

## Победители
Сиксака Бунлырит — единственный участник, сумевший ответить правильно на все 16 вопросов и выиграть 1 миллион бат. Это произошло в октябре 2000 года. Его последний вопрос звучал так:
У какого из перечисленных животных имеется четырехкамерное сердце?
- 1. змея
- 2. черепаха
- 3. крокодил
- 4. ящерица

## Случай игрока Лертлак Панчанавапорн
В 2002 году, Лертлак Панчанавапорн, 44-летняя уличная торговка, выиграла главный приз на шоу. Продюсеры были шокированы, так как она закончила только четыре класса. Однако, позднее выяснилось, что причиной этого стал технический сбой — компьютер выводил на монитор участника правильные ответы. На мониторе участника было то же самое изображение, что и на мониторе ведущего. Организаторы лишили участницу выигрыша, но позднее дали возможность принять участие в шоу еще раз. Во второй игре она выиграла 25 тысяч бат. Статьи об этом случае были опубликованы в газетах, веб-сайтах и на телевидении (в том числе, на BBC и Deutsche Welle). Также этому случаю была посвящена одна из глав в книге «Dear Valued Customer, You Are a Loser: And Over 100 Other Embarrassing and Funny Stories of Technology Gone Mad» Рика Бродхеда (Rick Broadhead)